# 조국과 청춘 4집
《조국과 청춘 4집》은 조국과 청춘의 네 번째 앨범이다.

## 수록곡
1. 강철은 따로 없다
2. 겨울 사랑
3. 넘어져라 부딪혀라
4. 봄은 언제나 찾아오고
5. 사랑자유
6. 쓰레기 신한국
7. 아버지와 통닭 한 마리
8. 우리는 승리하리라
9. 전민족 대단결가
10. 졸업
11. 처음처럼
12. 청년의 기상
13. 통일원년